# 金木劇場
金木劇場(かなぎげきじょう)は、青森県北津軽郡金木町（現五所川原市金木町）にあった劇場。昭和初期から映画の上映や音楽会が催された｡
1946年には太宰治が訪れ､音大の学生にヤジを飛ばしたという。